# Luca Colombo
Luca Colombo (nascido em 26 de dezembro de 1969) é um ex-ciclista italiano, profissional de 1995 a 1997. Conquistou uma medalha de prata nos 1 000 km contrarrelógio por equipes durante os Jogos Olímpicos de Barcelona 1992.